# Arbetsstation

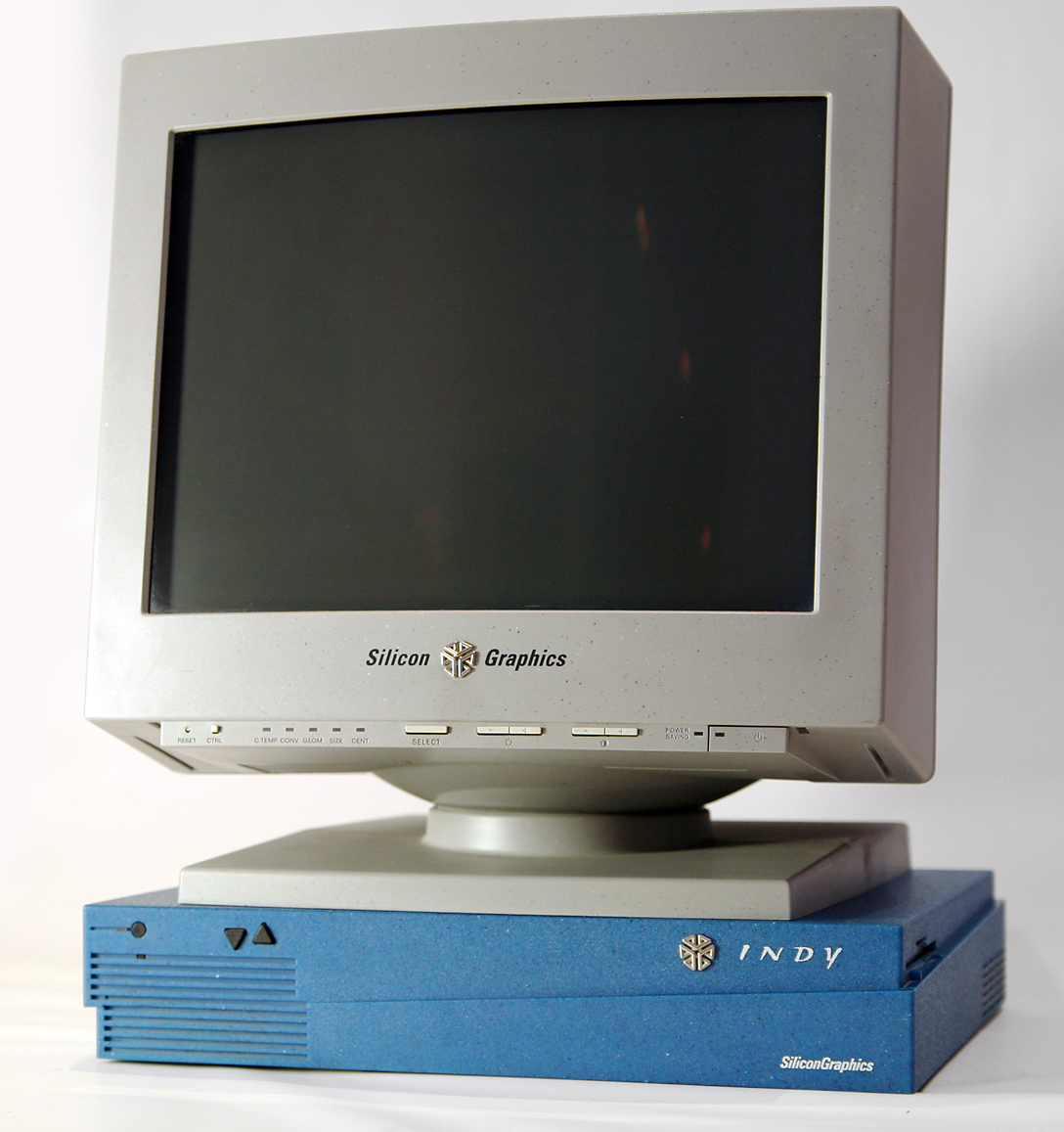
SGI Indy var en kraftfull arbetsstation för sin tid

Inom datorvärlden finns det flera olika förklaringar av vad en arbetsstation är: 
- En klientdator i ett datornätverk.
- En skrivbordsdator som är kraftfullare än vad som brukar vara standard, och som används vid en bestämd arbetsplats, idag mestadels av en användare. När denna typ av datorer först började säljas under 1980-talet kallades de inte arbetsstationer utan supermikro.

## Betydelsen kraftfullare dator
En arbetsstation är ofta Unix-baserad och utnyttjas vanligen för att skapa avancerad grafik, utföra komplicerade simuleringar eller till CAD/CAE. Beteckningen "arbetsstation" kommer från den tid när man bara hade råd med en eller ett par datorer på varje avdelning, och ingenjörer enbart satt vid arbetsstationen för att utföra en viss uppgift och sedan gick tillbaks till sina skriv- eller ritbord för mer alldagliga arbetsuppgifter.
En arbetsstation kan kosta flera gånger vad en persondator kostar, och allt mellan 40 000 och 160 000 kronor kan anses normalt.
Klassiska tillverkare av arbetsstationer är SGI, Sun, DEC och HP, men de tillverkas också av till exempel IBM och Apple.